# Iván Olivares
Pour les articles homonymes, voir Olivares.
Iván Olivares, né le 10 décembre 1961, à Caracas, au Venezuela, est un ancien joueur vénézuélien de basket-ball. Il évolue durant sa carrière au poste d'ailier.

## Palmarès
- Finaliste du championnat des Amériques 1992